# Minihy-Tréguier
Minihy-Tréguier is een gemeente in het Franse departement Côtes-d'Armor (regio Bretagne). De plaats maakt deel uit van het arrondissement Lannion. Minihy-Tréguier telde op 1 januari 2022 1.263 inwoners.

## Geografie
De oppervlakte van Minihy-Tréguier bedroeg op 1 januari 2022 12,07 vierkante kilometer; de bevolkingsdichtheid was toen 104,6 inwoners per km².
De onderstaande kaart toont de ligging van Minihy-Tréguier met de belangrijkste infrastructuur en aangrenzende gemeenten.

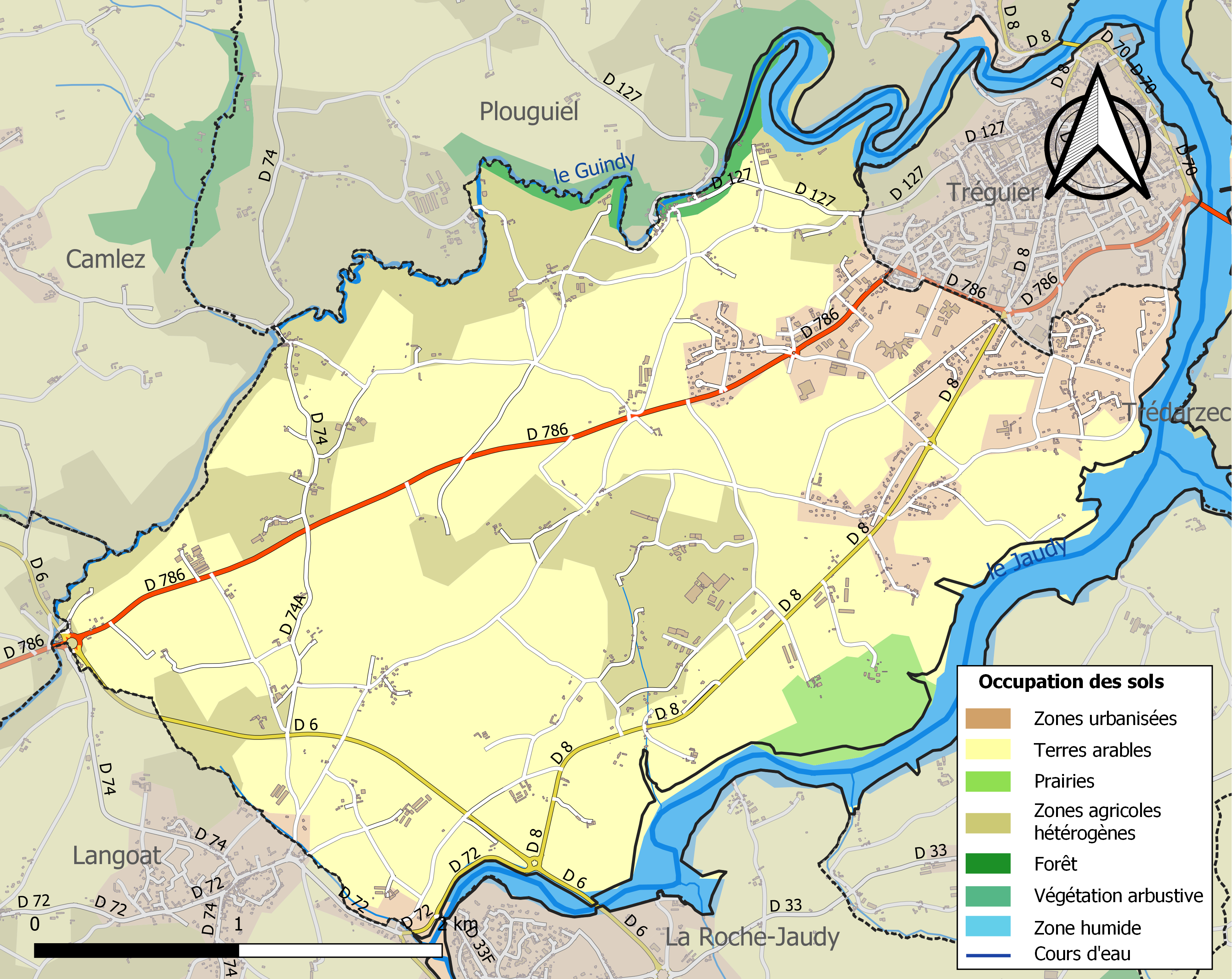

## Demografie
Onderstaande figuur toont het verloop van het inwonertal (bron: INSEE-tellingen).